# Breitenbruch (Arnsberg)
Breitenbruch ist mit 229 Einwohnern der kleinste Ortsteil der Stadt Arnsberg.
Der Ort liegt im Nordosten der Stadt Arnsberg im Naturpark Arnsberger Wald und ging aus einer Waldarbeitersiedlung hervor. 
Das Dorf liegt an der Bundesstraße 229 und ist an eine Glasfaser-Datenleitung angeschlossen. Da in Breitenbruch kaum Erwerbsmöglichkeiten bestehen, sind die Einwohner zumeist auf Arbeit in den umliegenden Gebieten angewiesen.

## Geschichte
Der Name des Ortes leitet sich von Breiter Bruch her. Erstmals nachweislich erwähnt wurde das Dorf 1819 in einer Statistik, in der es als zu Untrop (Uentrop) gehörig angegeben ist. Von den 13 Häusern mit 167 Katholiken müssen zwei zu dem Gebiet des späteren Breitenbruch gehört haben. Noch heute existiert der Ort Alt-Breitenbruch, den die zu Forstzwecken genutzten Häuser ausmachten. 
Zur Zeit der Preußen wurde der Schulunterricht in Breitenbruch verboten. Diesem Verbot wurde allerdings nicht Folge geleistet.
Die Konstituierung als Gemeinde Breitenbruch wurde nach einer ministeriellen Verfügung vom 27. Oktober 1840 nach weiteren Feststellungen wohl erst im Jahre 1846 verfügt. 
In Breitenbruch gibt es die über 100 Jahre alte Schützenbruderschaft St. Hubertus, welche 1906 als „Sommerfestverein“ gegründet wurde, die Freiwillige Feuerwehr Breitenbruch kann auf über 125 Jahre Geschichte zurückblicken und einen Sportverein. Hier sind auch einige gastronomische Betriebe ansässig sowie eine katholische Kapelle, die Nikolaus von Flüe geweiht ist. Ihr Grundriss hat die Form eines griechischen Kreuzes. Die Kapelle wurde am 29. Oktober 1963 benediziert. Im Jahr 1987 wurde eine umfangreiche Renovierung vorgenommen, bei der auch der Altarraum liturgiegerecht umgestaltet wurde. Im Keller befindet sich ein „Jugendraum“, der bereits seit den 1960er Jahren besteht.
Am 1. Januar 1975 wurde Breitenbruch durch das Sauerland/Paderborn-Gesetz in die Stadt Arnsberg eingegliedert.

### Einwohnerentwicklung
Die Einwohnerzahl Breitenbruchs in der jüngeren Vergangenheit hält sich seit der Jahrtausendwende weitgehend konstant.
| Einwohner | 225  | 221  | 220  | 222  | 219  | 214  | 206  | 209  | 204  |      |      |
|           |      |      |      |      |      |      |      |      |      |      |      |
| Jahr      | 2009 | 2010 | 2011 | 2012 | 2013 | 2014 | 2015 | 2016 | 2017 | 2018 | 2019 |
| Einwohner | 210  | 204  | 204  | 213  | 214  | 216  | 214  | 213  | 220  | 219  | 227  |